# Sigara krafti
Sigara krafti är en insektsart som beskrevs av Stonedahl 1984. Sigara krafti ingår i släktet Sigara och familjen buksimmare. Inga underarter finns listade i Catalogue of Life.